# 3Arena (Dublino)
La 3Arena, già nota come O2 Arena, è un'arena per concerti ed eventi di Dublino, in Irlanda.
Sorge sul luogo del vecchio Point Theatre (noto anche come Point Depot e spesso indicato semplicemente come The Point). Collocata sulla banchina del North Wall del fiume Liffey, è una delle arene coperte per concerti più grandi di tutta l'Irlanda, con una capienza di 8 500 posti a sedere. Dopo la fine dei lavori di ristrutturazione che sono attualmente in corso, tale capacità lieviterà fino a 14 000 posti.
L'impianto ha una struttura particolarmente flessibile, tanto che, nel corso degli anni, ha svolto le funzioni di teatro d'opera, circo a tre anelli, ring per pugilato e wrestling, centro conferenze e sala di esposizione.
Il Point Theatre è stato chiuso nell'estate del 2007 per essere ristrutturato ed in parte ricostruito, secondo un progetto degli architetti dell'HOKSVE e degli ingegneri della Buro Happord. L'intera sezione di parete che guarda al centro di Dublino verrà demolito in modo da far posto ad ulteriori posti a sedere, in modo da raggiungere la capienza di 14 000 posti. Anche dalla parte dell'attuale posteggio per auto saranno effettuati importanti lavori, con la realizzazione di un parcheggio sotterraneo, un cinema, un piccolo teatro da 2 000 posti, un hotel e 150 unità residenziali.